# بولی (اکلاهما)
بولی(به انگلیسی: Boley) شهری در ایالت اکلاهما کشور ایالات متحده آمریکا است که جمعیت آن در سرشماری سال ۲۰۱۰ میلادی، ۱٬۱۸۴ نفر بوده‌است.